# Scaletta
La scaletta è una delle fasi intermedie tra la stesura di un soggetto cinematografico e la sceneggiatura.

## Caratteristiche
Consiste nell'elenco ordinato e nella descrizione essenziale delle singole scene della storia. Solitamente essa segue la scrittura del trattamento, ma non sono esclusi casi in cui essa lo preceda o lo sostituisca del tutto, a seconda del metodo di lavoro dell'autore.
La scaletta è un supporto importante per un'elaborazione coerente della sceneggiatura.

## Terminologia
Il termine è stato adottato, negli anni settanta, per indicare l'elenco dei brani musicali da trasmettere in un determinato programma radiofonico e, successivamente, anche per definire il previsto susseguirsi degli avvenimenti che costituiscono uno spettacolo televisivo di intrattenimento e varietà.